# Pusti Javor
Pusti Javor este o localitate din comuna Ivančna Gorica, Slovenia, cu o populație de 20 de locuitori.